# Taši delé
Taši delé je česko-anglická píseň Zuzany Navarové, resp. skupiny Koa. V roce 2001 vyšla na albu Barvy všecky. Hudbu a českou část textu složila Zuzana Navarová, anglická část textu vznikla překladem Ivána Gutiérreze z české části. Zpívá Zuzana Navarová a Mário Bihári, délka písně je 3:51. V roce 2002 se umístila v hitparádě Kolem se toč na rádiu Proglas.
Autorka v této písni vyjadřuje svůj politický názor, když upozorňuje na život tibetského pančenlámy, jemuž je píseň věnována a který je pravděpodobně vězněn čínskými úřady (pokud vůbec žije). Refrén „Taši delé, Slunce Sanghy a Dharmy“ je složen z tibetského pozdravu „taši delé“, což se v Tibetu používá ve významu „dobrý den“, „na shledanou“ nebo „hodně štěstí“, a oslovení „Slunce Sanghy a Dharmy“, což je titul vězněného tibetského pančenlámy (Gendün Čhökji Ňima).